# امهرست، مین
امهرست، ماین (به انگلیسی: Amherst, Maine) یک منطقهٔ مسکونی در ایالات متحده آمریکا است که در ایالت مین واقع شده‌است.

## خصوصیات
امهرست ۱۰۲٫۶۴ کیلومترمربع مساحت و ۲۶۵ نفر جمعیت دارد و ۱۷۷ متر بالاتر از سطح دریا واقع شده‌است.